# Arnold Schmidt
Hermann Arnold Schmidt (Remscheid, 11 de julho de 1902 – Marburgo, 16 de setembro de 1967) foi um matemático alemão, que trabalhou com pesquisas sobre os fundamentos da matemática e lógica matemática.

## Vida e obra
Schmidt estudou matemática a partir de 1921 em Heidelberg, Munique, Bonn e na Universidade de Göttingen, onde foi de 1927 a 1936 assistente de David Hilbert, que contribuiu de forma significativa com sua nova edição em 1927 da obra Grundlagen der Geometrie. Obteve um doutorado em 1934, orientado por Hilbert, com a tese Die Herleitung der Spiegelung aus der ebenen Bewegung, Mathematische Annalen Vol. 109, p. 538). A partir de 1935 trabalhou na Universidade de Marburgo, onde obteve a habilitação em 1937 e foi Privatdozent em 1939. Em 1940 trabalhou no Observatório de Berlim e lecionou de 1943 a 1945 geometria descritiva na Universidade de Berlim. Depois obteve a habilitação na Universidade de Göttingen, onde foi em 1946 professor extraordinário. A partir de 1950 foi professor ordinário da Universidade de Marburgo. Em 1959 foi eleito membro correspondente da Academia de Ciências de Göttingen. Em 1962 fundou a Deutsche Vereinigung für mathematische Logik und für Grundlagenforschung der exakten Wissenschaften (DVMLG), que dirigiu até sua morte. Aposentou-se em 1967.

## Obras
- Mathematische Gesetze der Logik, Springer, Grundlehren der mathematischen Wissenschaften, 1960
- Die mathematische Grundlagenforschung, Encyklopädie der mathematischen Wissenschaften, 1950